# Cupa României (fotbal)
Cupa României este o competiție anuală de fotbal inter-cluburi de tip eliminatoriu din fotbalul intern din România. A fost fondată în 1933 și este organizată de Federația Română de Fotbal. Din 2022, este cunoscută sub numele de Cupa României Betano din motive de sponsorizare. Cupa României la fotbal feminin se desfășoară concomitent din 2004.
Competiția este deschisă participării tuturor cluburilor eligibile din cele șase nivele ale sistemului de ligi ale fotbalului românesc. Turneul constă în patru faze: faza județeană, calificările, faza grupelor și faza eliminatorie. Echipele intră în fazele specifice ale competiției în funcție de nivelul în care au evoluat în sezonul anterior. Echipele din nivelurile superioare intră mai târziu în competiție față de cele din nivelurile inferioare.
Majoritatea finalelor s-au disputat pe fostul Stadion Național și ocazional pe alte stadioane din București. Până acum, doar douăsprezece finale au fost organizate în afara Bucureștiului: finalele din 1989 și 2011 la Brașov, cea din 2007 la Timișoara pe Stadionul Dan Păltinișanu, cea din 2008 pe Stadionul Ceahlăul din Piatra Neamț, cea din 2009 la Târgu Jiu, pe Stadionul Municipal Tudor Vladimirescu, cea din 2010 la Iași, pe Stadionul Emil Alexandrescu, cele din 2017, 2019, 2020 și 2021 la Ploiești, pe Stadionul Ilie Oană, iar cele din 2023 și 2024 la Sibiu, pe Stadionul Municipal.
Câștigătoarea trofeului dispută ulterior Supercupa României cu campioana SuperLigii, sau cu vicecampioana SuperLigii dacă aceeași echipă a câștigat ambele competiții. În plus, câștigătoarea Cupei României se califică în sezonul următor al UEFA Europa League. FCSB are cele mai multe cupe în palmares, cucerind trofeul de 24 de ori, cel mai recent în 2020. Ioan Andone este cel mai de succes antrenor, având patru cupe în palmares. CFR Cluj este deținătoarea actuală a trofeului după ce a învins-o pe AFC Hermannstadt în finala din 2025, cu scorul de 3-2.

## Istoric
Au existat cupe și înaintea debutului celei mai prestigioase cupe de pe teritoriul țării noastre, așa-zise precursoare ale acesteia. Unele au fost luate în considerare ca fiind campionatele de prima ligă ale României. Iată mai jos care au fost acestea și câștigătoarele lor:

### Cupa Asociațiunii Române de foot-ball
1909    CA Colentina București
1910/11 SC Olimpia București

### Cupa Alexander Bellio
1911/12 United AC Ploiești
1913    Bukarester FC

### Cupa Hans Herzog
1912    United AC Ploiești
1913    CA Colentina București
1914    CA Colentina București

### Harwester Cup
1913    Bukarester FC
1915    Bukarester IHC FC   (primăvara)
1915    Româno-Americana FC București    (toamna)
1919    Venus ASC București
1920    Tricolor FC București

### Cupa Jean Luca P. Niculescu
1915    Româno-Americana FC București
1916    Prahova FC Ploiești
1919    Venus ASC București
1920    Venus ASC București
1921    Tricolor FC București

### Cupa României pe ligi
Pe lângă acestea au existat două ediții 1930-1931, 1932-1933 ale Cupei României desfășurate între selecționatele celor 5 ligi regionale, ambele câștigate de selecționata Ligii de Nord. Ambele ediții sunt considerate neoficiale de FRF.

### Clasamentul pe cluburi în vechiul format
| Loc | Cluburi                       | Cupa A.R.F | Cupa Bellio | Cupa Herzog | Cupa Harwester | Cupa Niculescu | Total trofee |
| --- | ----------------------------- | ---------- | ----------- | ----------- | -------------- | -------------- | ------------ |
| 1   | CA Colentina București        | 1          | -           | 2           | -              | -              | 3            |
| 2   | Venus ASC București           | -          | -           | -           | 1              | 2              | 3            |
| 3   | Bukarester FC                 | -          | 1           | -           | 2              | -              | 3            |
| 4   | United AC Ploiești            | -          | 1           | 1           | -              | -              | 2            |
| 5   | Româno-Americana FC București | -          | -           | -           | 1              | 1              | 2            |
| 6   | Tricolor FC București         | -          | -           | -           | 1              | 1              | 2            |
| 7   | SC Olimpia București          | 1          | -           | -           | -              | -              | 1            |
| 8   | Prahova FC Ploiești           | -          | -           | -           | -              | 1              | 1            |

## Formatul competiției

### Noul format (2022–prezent)
| Faza               | Echipe |
| ------------------ | --- |
| Faza regională     | 42 de echipe: cele 42 de câștigătoare ale fazelor județene.                                                                                               |
| Turul întâi        | 76 de echipe: cele 7 câștigătoare ale fazei regionale și 69 de echipe care au concurat sezonul trecut în Liga a III-a.                                    |
| Turul doi          | 58 de echipe: 38 de câștigătoare din turul întâi, celelalte 19 reprezentante care au concurat sezonul trecut în Liga a III-a și o echipă din Liga a II-a. |
| Turul trei         | 48 de echipe: 29 de câștigătoare din turul doi și celelalte 19 echipe care au concurat sezonul trecut în Liga a II-a.                                     |
| Play-off           | 32 de echipe: 24 de câștigătoare din turul trei și 8 echipe care au concurat sezonul trecut în SuperLiga României.                                        |
| Faza grupelor      | 24 de echipe: 16 câștigătoare din play-off și celelalte 8 echipe din SuperLiga României. Se organizează 4 grupe cu câte 6 echipe.                         |
| Sferturi de finală | 8 echipe: se califică în această fază primele două echipe din fiecare grupă.                                                                              |
| Semifinale         | 4 echipe. |
| Finala             | 2 echipe. |

### Vechiul format (până în 2022)
| Faza                    | Echipe |
| ----------------------- | --- |
| Turul întâi             | 60 de echipe: cele 24 de câștigătoare ale fazei regionale și 36 de echipe care au concurat sezonul trecut în Liga a III-a. |
| Turul doi               | 54 de echipe: 30 de învingătoare din prima rundă și celelalte 24 de reprezentante care au concurat sezonul trecut în Liga a III-a. |
| Turul trei              | 40 de echipe: 27 de câștigătoare din runda a doua, 8 echipe care au concurat sezonul trecut în Liga a III-a și 5 echipe din Liga a II-a. |
| Turul patru             | 32 de echipe: 20 de învingătoare din runda a treia și celelalte 12 echipe din Liga a II-a. |
| Șaisprezecimi de finală | 32 de echipe: 16 învingătoare din runda a patra și cele 16 echipe din SuperLiga României. Începând cu această fază, echipele sunt repartizate în două urne în funcție de rezultatul din sezonul trecut de Cupa României, indiferent de liga națională din care face parte echipa. Echipele din urna a II-a vor juca meciurile pe teren propriu începând cu această fază. |
| Optimi de finală        | 16 echipe |
| Sferturi de finală      | 8 echipe |
| Semifinale              | 4 echipe. Meciurile se dispută tur-retur |
| Finala                  | 2 echipe |

## Informații
Prima Cupă a României din 1934 a fost câștigată de Ripensia Timișoara cu 5-0 contra Universității Cluj.
Rapid București a stabilit un record de 6 cupe câștigate consecutiv, între anii 1937 și 1942.
Finala din 1940 dintre Rapid și Venus a avut trei rejucări înainte de a se decide:

### Prima finală
| 30 aprilie 1940 17:45 | Rapid București       | 2 – 2 | Venus București             | Stadionul ANEF, București Spectatori: 15.000 Arbitru: Emil Kroner (București) |
| 30 aprilie 1940 17:45 | Baratky 23' Sipos 34' |       | Iordache 42' Ploeșteanu 86' | Stadionul ANEF, București Spectatori: 15.000 Arbitru: Emil Kroner (București) |

### Prima rejucare
| 10 iunie 1940 17:45 | Venus București                   | 4 – 4 | Rapid București                             | Stadionul ANEF, București Spectatori: 14.000 Arbitru: Emil Kroner (București) |
| 10 iunie 1940 17:45 | Humis 6', 18' Orza 16' Bodola 51' |       | Gavrilescu 7' Baratky 9' Sipos 61' Auer 77' | Stadionul ANEF, București Spectatori: 14.000 Arbitru: Emil Kroner (București) |

### A doua rejucare
| 27 octombrie 1940 17:45 | Rapid București  | 2 – 2 | Venus București           | Stadionul Giulești, București Spectatori: 12.000 Arbitru: Constantin Iliescu (București) |
| 27 octombrie 1940 17:45 | Baratky 60', 97' |       | Ene 88' Eisenbeisser 105' | Stadionul Giulești, București Spectatori: 12.000 Arbitru: Constantin Iliescu (București) |

### A treia rejucare
| 9 noiembrie 1940 14:30 | Rapid București            | 2 – 1 | Venus București  | Stadionul ANEF, București Spectatori: 12.000 Arbitru: Mihail Petrescu (București) |
| 9 noiembrie 1940 14:30 | Baratky 57' Gavrilescu 73' |       | Eisenbeisser 85' | Stadionul ANEF, București Spectatori: 12.000 Arbitru: Mihail Petrescu (București) |

Pe timpul celui de-al doilea război mondial, în paralel cu Cupa României, în sezonul 1941-1942 au existat încă două cupe: pentru Divizia A - Cupa Basarabiei, iar pentru Divizia B - Cupa Eroilor. În anul 1944, spre sfârșitul lunii septembrie, se organizează trofeul Ardealul întregit, câștigat de Rapid.
Din 1943 până în 1947 nu s-a mai jucat Cupa României din cauza celui de-al doilea război mondial.
Universitatea Cluj a jucat primele patru finale sub patru nume diferite.
După schimbarea numelui din C.F.R. la Rapid București, clubul a jucat 12 finale, în care a întâlnit 12 adversari diferiți, până când a întâlnit pentru a doua oară Universitatea Craiova în a 13-a finală de la schimbarea numelui.
În anul 1957 Cupa României nu s-a jucat; când s-a revenit de la sistemul primăvară-toamnă pe stil sovietic, la sistemul european de toamnă-primăvară, a avut loc Cupa Primăverii, finala fiind disputată între Locomotiva București și Știința Timișoara, scor 3-1 după prelungiri.
Dinamo și Steaua au jucat în cinci finale consecutive (1986-1990). Steaua a învins-o pe Dinamo în trei finale consecutive de două ori (1969-1971 și 1987-1989). Scorurile finale din 1969 și 1970 au fost exact aceleași (Steaua 2-1 Dinamo).
În sezonul 1987-88, în finală, Steaua a părăsit terenul chiar înainte de final, după ce golul dat, nu a fost validat de arbitru la scorul de 1-1. Mai întâi trofeul a fost dat lui Dinamo, deoarece Steaua a abandonat meciul, dar ulterior F.R.F a acordat meciul cu 2-1 Stelei. După Revoluția din decembrie 1989, Steaua a returnat trofeul lui Dinamo. Cu toate acestea, F.R.F îl consideră câștigat de Steaua.

## Locația
Majoritatea finalelor s-au disputat la București. Excepțiile sunt următoarele:
- Finalele din 1989 și 2011 s-au disputat la Brașov,
- Finala 2007 disputată la Timișoara,
- Finala 2008 disputată la Piatra Neamț,
- Finala 2009 disputată la Târgu Jiu,
- Finala 2010 disputată la Iași,
- Finalele 2017, 2019, 2020 și 2021 disputate la Ploiești,
- Finalele 2023, 2024 disputate la Sibiu,
- Finala 2025 disputată la Arad.

## Sponsorii
Pe 25 iulie 2005, FRF a semnat cu Samsung Electronics un contract de sponsorizare pe termen de un an prin care numele oficial al competiție a devenit Cupa României Samsung.
La data de 9 octombrie 2006, FRF și Ursus Breweries (parte a grupului SABMiller) au semnat un contract de sponsorizare prin care competiția a purtat numele de Cupa României Timișoreana pentru următoarele trei sezoane.
Pentru sezonul 2010-2011 al Cupei României, Puma a realizat prima minge oficială din istoria competiției, PowerCat 1.10.
Pe 16 mai 2016, FRF a anunțat rebrandingul competiției și semnarea contractelor cu noi sponsori precum Kaufland, UPC și Stanleybet.
Pe 20 octombrie 2017, FRF a anunțat că noul sponsor principal al competiției este compania de pariuri Casa Pariurilor.
Pe 20 decembrie 2018, Timișoreana devine un nou sponsor oficial al competiției după ce în ultima perioadă a purtat statutul de „Berea Oficială a Cupei României”.
Pe 23 mai 2022, FRF anunță că noul sponsor al competiției devine Betano, schimbându-și astfel numele în Cupa României Betano.
În prezent, sponsorii oficiali ai Cupei României sunt: Pambac, Betano și Timișoreana.

## Rezultate
| Finala | Câștigătoare | Scor | Finalistă | Finala | Câștigătoare | Scor | Finalistă |
| ------ | ------------ | ---- | --------- | ------ | ------------ | ---- | --------- |

| 2024                                                                                     | Corvinul ⚽         | 2 - 2  | Oțelul Galați      | 2025 | CFR Cluj             | 3 - 2             | Hermannstadt        |
| 2022                                                                                     | Sepsi               | 2 - 1  | Voluntari          | 2023 | Sepsi ⚽             | 0 - 0             | Universitatea Cluj  |
| 2020                                                                                     | FCSB                | 1 - 0  | Sepsi              | 2021 | CSU Craiova          | 3 - 2             | Astra Giurgiu       |
| 2018                                                                                     | CSU Craiova         | 2 - 0  | Hermannstadt       | 2019 | Viitorul Constanța   | 2 - 1             | Astra Giurgiu       |
| 2016                                                                                     | CFR Cluj ⚽         | 2 - 2  | Dinamo București   | 2017 | Voluntari ⚽         | 1 - 1             | Astra Giurgiu       |
| 2014                                                                                     | Astra Giurgiu ⚽    | 0 - 0  | Steaua București   | 2015 | Steaua București     | 3 - 0             | Universitatea Cluj  |
| 2012                                                                                     | Dinamo București    | 1 - 0  | Rapid București    | 2013 | Petrolul Ploiești    | 1 - 0             | CFR Cluj            |
| 2010                                                                                     | CFR Cluj ⚽         | 0 - 0  | FC Vaslui          | 2011 | Steaua București     | 2 - 1             | Dinamo București    |
| 2008                                                                                     | CFR Cluj            | 2 - 1  | Unirea Urziceni    | 2009 | CFR Cluj             | 3 - 0             | Poli Timișoara      |
| 2006                                                                                     | Rapid București     | 1 - 0  | FC Național        | 2007 | Rapid București      | 2 - 0             | Poli Timișoara      |
| 2004                                                                                     | Dinamo București    | 2 - 0  | Oțelul Galați      | 2005 | Dinamo București     | 1 - 0             | FC Farul            |
| 2002                                                                                     | Rapid București     | 2 - 1  | Dinamo București   | 2003 | Dinamo București     | 1 - 0             | FC Național         |
| 2000                                                                                     | Dinamo București    | 2 - 0  | FCU Craiova        | 2001 | Dinamo București     | 4 - 2             | Rocar               |
| 1998                                                                                     | Rapid București     | 1 - 0  | FCU Craiova        | 1999 | Steaua București ⚽  | 2 - 2             | Rapid București     |
| 1996                                                                                     | Steaua București    | 3 - 1  | Gloria Bistrița    | 1997 | Steaua București     | 4 - 2             | FC Național         |
| 1994                                                                                     | Gloria Bistrița     | 1 - 0  | FCU Craiova        | 1995 | Petrolul Ploiești ⚽ | 1 - 1             | Rapid București     |
| 1992                                                                                     | Steaua București ⚽ | 1 - 1  | Poli Timișoara     | 1993 | FCU Craiova          | 2 - 0             | Dacia Unirea Brăila |
| 1990                                                                                     | Dinamo București    | 6 - 4  | Steaua București   | 1991 | U Craiova            | 2 - 1             | Selena Bacău        |
| 1988                                                                                     | Steaua București    | [ 12 ] | Dinamo București   | 1989 | Steaua București     | 1 - 0             | Dinamo București    |
| 1986                                                                                     | Dinamo București    | 1 - 0  | Steaua București   | 1987 | Steaua București     | 1 - 0             | Dinamo București    |
| 1984                                                                                     | Dinamo București    | 2 - 1  | Steaua București   | 1985 | Steaua București     | 2 - 1             | U Craiova           |
| 1982                                                                                     | Dinamo București    | 3 - 2  | FC Baia Mare       | 1983 | U Craiova            | 2 - 1             | Poli Timișoara      |
| 1980                                                                                     | Poli Timișoara      | 2 - 1  | Steaua București   | 1981 | U Craiova            | 6 - 0             | Poli Timișoara      |
| 1978                                                                                     | U Craiova           | 3 - 1  | Olimpia Satu Mare  | 1979 | Steaua București     | 3 - 0             | Sportul Studențesc  |
| 1976                                                                                     | Steaua București    | 1 - 0  | CSU Galați         | 1977 | U Craiova            | 2 - 1             | Steaua București    |
| 1974                                                                                     | Jiul Petroșani      | 4 - 2  | Poli Timișoara     | 1975 | Rapid București      | 2 - 1             | U Craiova           |
| 1972                                                                                     | Rapid București     | 2 - 0  | Jiul Petroșani     | 1973 | Chimia R Vâlcea      | 3 - 0             | Constructorul       |
| 1970                                                                                     | Steaua București    | 2 - 1  | Dinamo București   | 1971 | Steaua București     | 3 - 2             | Dinamo București    |
| 1968                                                                                     | Dinamo București    | 3 - 1  | Rapid București    | 1969 | Steaua București     | 2 - 1             | Dinamo București    |
| 1966                                                                                     | Steaua București    | 4 - 0  | UTA Arad           | 1967 | Steaua București     | 6 - 0             | Foresta Fălticeni   |
| 1964                                                                                     | Dinamo București    | 5 - 3  | Steaua București   | 1965 | Știința Cluj         | 2 - 1             | Dinamo Pitești      |
| 1962                                                                                     | Steaua București    | 5 - 1  | Rapid București    | 1963 | Petrolul Ploiești    | 6 - 1             | Siderurgistul       |
| 1960                                                                                     | Progresul           | 2 - 0  | Dinamo Obor        | 1961 | Arieșul Turda        | 2 - 1             | Rapid București     |
| 1958                                                                                     | Poli Timișoara      | 1 - 0  | Progresul          | 1959 | Dinamo București     | 4 - 0             | FC Baia Mare        |
| 1956                                                                                     | CA Oradea           | 2 - 0  | Câmpia Turzii      | 1957 | Cupa nu s-a jucat    | Cupa nu s-a jucat | Cupa nu s-a jucat   |
| 1954                                                                                     | Metalul Reșița      | 2 - 0  | Dinamo București   | 1955 | CCA București        | 6 - 3             | CA Oradea           |
| 1952                                                                                     | CCA București       | 2 - 0  | Flacăra Ploiești   | 1953 | UTA Arad             | 1 - 0             | CCA București       |
| 1950                                                                                     | CCA București       | 3 - 1  | UTA Arad           | 1951 | CCA București        | 3 - 1             | Gaz Metan           |
| 1948                                                                                     | UTA Arad            | 3 - 2  | CFR Timișoara      | 1949 | CSCA București       | 2 - 1             | Știința Cluj        |
| Din 1943 până în 1947 cupa nu s-a mai jucat din cauza celui de-al doilea război mondial. |                     |        |                    |      |                      |                   |                     |
| 1942                                                                                     | Rapid București     | 7 - 1  | Universitatea Cluj | 1943 | Turnu Severin        | 4 - 0             | Sportul Studențesc  |
| 1940                                                                                     | Rapid București     | 2 - 1  | Venus București    | 1941 | Rapid București      | 4 - 3             | Unirea Tricolor     |
| 1938                                                                                     | Rapid București     | 3 - 2  | CAM Timișoara      | 1939 | Rapid București      | 2 - 0             | Sportul Studențesc  |
| 1936                                                                                     | Ripensia            | 5 - 1  | Unirea Tricolor    | 1937 | Rapid București      | 5 - 1             | Ripensia            |
| 1934                                                                                     | Ripensia            | 5 - 0  | Universitatea Cluj | 1935 | CFR București        | 6 - 5             | Ripensia            |

## Palmares
| Club Sportiv | Trofee | Prima oară | Ultima oară | Finalistă | Prima oară | Ultima oară | Finale jucate |

| FCSB                | 24 | 1949 | 2020 | 8  | 1953 | 2014 | 32 |
| Dinamo București    | 13 | 1959 | 2012 | 10 | 1954 | 2016 | 23 |
| Rapid București     | 13 | 1935 | 2007 | 6  | 1961 | 2012 | 19 |
| U Craiova           | 5  | 1977 | 1991 | 2  | 1975 | 1985 | 7  |
| CFR Cluj            | 5  | 2008 | 2025 | 1  | 2013 | -    | 5  |
| Petrolul Ploiești   | 3  | 1963 | 2013 | 1  | 1952 | -    | 4  |
| Poli Timișoara      | 2  | 1958 | 1980 | 6  | 1974 | 2009 | 8  |
| Ripensia            | 2  | 1934 | 1936 | 2  | 1935 | 1937 | 4  |
| UTA Arad            | 2  | 1948 | 1953 | 2  | 1950 | 1966 | 4  |
| Sepsi               | 2  | 2022 | 2023 | 1  | 2020 | -    | 3  |
| CSU Craiova         | 2  | 2018 | 2021 | -  | -    | -    | 2  |
| Universitatea Cluj  | 1  | 1965 | -    | 5  | 1943 | 2023 | 6  |
| Progresul           | 1  | 1960 | -    | 4  | 1958 | 2006 | 5  |
| FCU Craiova         | 1  | 1993 | -    | 3  | 1994 | 2000 | 4  |
| Astra Giurgiu       | 1  | 2014 | -    | 3  | 2017 | 2021 | 4  |
| CA Oradea           | 1  | 1956 | -    | 1  | 1955 | -    | 2  |
| Jiul Petroșani      | 1  | 1974 | -    | 1  | 1972 | -    | 2  |
| Gloria Bistrița     | 1  | 1994 | -    | 1  | 1996 | -    | 2  |
| Voluntari           | 1  | 2017 | -    | 1  | 2022 | -    | 2  |
| Turnu Severin       | 1  | 1943 | -    | -  | -    | -    | 1  |
| Reșița              | 1  | 1954 | -    | -  | -    | -    | 1  |
| Arieșul Turda       | 1  | 1961 | -    | -  | -    | -    | 1  |
| Chimia R Vâlcea     | 1  | 1973 | -    | -  | -    | -    | 1  |
| FCV Farul Constanța | 1  | 2019 | -    | -  | -    | -    | 1  |
| Corvinul            | 1  | 2024 | -    | -  | -    | -    | 1  |
| Sportul Studențesc  | -  | -    | -    | 3  | 1939 | 1979 | 2  |
| Unirea Tricolor     | -  | -    | -    | 2  | 1936 | 1941 | 2  |
| FC Baia Mare        | -  | -    | -    | 2  | 1959 | 1982 | 2  |
| Oțelul Galați       | -  | -    | -    | 2  | 2004 | 2024 | 2  |
| CAM Timișoara       | -  | -    | -    | 1  | 1938 | -    | 1  |
| Venus București     | -  | -    | -    | 1  | 1940 | -    | 1  |
| CFR Timișoara       | -  | -    | -    | 1  | 1948 | -    | 1  |
| Gaz Metan           | -  | -    | -    | 1  | 1951 | -    | 1  |
| Câmpia Turzii       | -  | -    | -    | 1  | 1956 | -    | 1  |
| Victoria            | -  | -    | -    | 1  | 1960 | -    | 1  |
| Siderurgistul       | -  | -    | -    | 1  | 1963 | -    | 1  |
| Argeș Pitești       | -  | -    | -    | 1  | 1965 | -    | 1  |
| Foresta Fălticeni   | -  | -    | -    | 1  | 1967 | -    | 1  |
| Constructorul       | -  | -    | -    | 1  | 1973 | -    | 1  |
| CSU Galați          | -  | -    | -    | 1  | 1976 | -    | 1  |
| Olimpia Satu Mare   | -  | -    | -    | 1  | 1978 | -    | 1  |
| FCM Bacău           | -  | -    | -    | 1  | 1991 | -    | 1  |
| Dacia U Brăila      | -  | -    | -    | 1  | 1993 | -    | 1  |
| Rocar               | -  | -    | -    | 1  | 2001 | -    | 1  |
| FC Farul            | -  | -    | -    | 1  | 2005 | -    | 1  |
| Unirea Urziceni     | -  | -    | -    | 1  | 2008 | -    | 1  |
| FC Vaslui           | -  | -    | -    | 1  | 2010 | -    | 1  |
| Hermannstadt        | -  | -    | -    | 1  | 2018 | -    | 1  |

## Semifinale
| Club Sportiv | Apariții | Prima oară | Ultima oară |
| ------------ | -------- | ---------- | ----------- |

| Club Sportiv | Apariții | Prima oară | Ultima oară |
| ------------ | -------- | ---------- | ----------- |

| Club Sportiv | Apariții | Prima oară | Ultima oară |
| ------------ | -------- | ---------- | ----------- |

| FCSB                | 42 | 1949 | 2020 |
| Universitatea Cluj  | 12 | 1934 | 2024 |
| Petrolul Ploiești   | 10 | 1952 | 2015 |
| CFR Cluj            | 8  | 2008 | 2025 |
| Venus București     | 7  | 1935 | 1942 |
| UTA Arad            | 6  | 1948 | 2023 |
| CSU Craiova         | 5  | 2017 | 2022 |
| Ripensia            | 4  | 1934 | 1937 |
| FCM Bacău           | 4  | 1960 | 1999 |
| Oțelul Galați       | 4  | 2000 | 2024 |
| FC Baia Mare        | 3  | 1959 | 1993 |
| Sepsi               | 3  | 2020 | 2023 |
| Unirea Tricolor     | 2  | 1936 | 1941 |
| CFR Timișoara       | 2  | 1948 | 1967 |
| FC Bihor            | 2  | 1964 | 1976 |
| ILSA Timișoara      | 1  | 1935 | -    |
| Aurul Brad          | 1  | 1942 | -    |
| Siderurgistul       | 1  | 1963 | -    |
| CSM Suceava         | 1  | 1969 | -    |
| CSU Galați          | 1  | 1976 | -    |
| Rocar               | 1  | 2001 | -    |
| Mioveni             | 1  | 2008 | -    |
| ACS Poli            | 1  | 2017 | -    |
| FCV Farul Constanța | 1  | 2019 | 2025 |

| Dinamo București   | 38 | 1952 | 2021 |
| Progresul          | 11 | 1958 | 2006 |
| U Craiova          | 10 | 1975 | 1991 |
| FC Brașov          | 8  | 1951 | 2011 |
| Sportul Studențesc | 7  | 1939 | 2001 |
| CA Oradea          | 6  | 1949 | 1958 |
| Victoria           | 5  | 1960 | 1989 |
| Jiul Petroșani     | 4  | 1943 | 1986 |
| Faur București     | 4  | 1971 | 1977 |
| FC Vaslui          | 3  | 2009 | 2012 |
| Vagonul Arad       | 3  | 1934 | 1968 |
| Reșița             | 2  | 1934 | 1954 |
| CAM Timișoara      | 2  | 1938 | 1948 |
| Șoimii Sibiu       | 2  | 1949 | 1950 |
| Chimia R Vâlcea    | 2  | 1973 | 1974 |
| Victoria Cluj      | 1  | 1938 | -    |
| Turnu Severin      | 1  | 1943 | -    |
| CSM Sibiu          | 1  | 1964 | -    |
| Constructorul      | 1  | 1973 | -    |
| Olimpia Satu Mare  | 1  | 1978 | -    |
| Pandurii           | 1  | 2007 | -    |
| Unirea Urziceni    | 1  | 2008 | -    |
| Botoșani           | 1  | 2018 | -    |
| Viitorul-Pandurii  | 1  | 2021 | -    |

| Rapid București    | 31 | 1935 | 2012 |
| Poli Timișoara     | 10 | 1951 | 2009 |
| Argeș Pitești      | 9  | 1965 | 2022 |
| FCU Craiova        | 8  | 1992 | 2005 |
| Astra Giurgiu      | 7  | 2002 | 2021 |
| Gloria Bistrița    | 6  | 1982 | 2011 |
| FC Farul           | 5  | 1966 | 2006 |
| Politehnica Iași   | 4  | 1948 | 2020 |
| Corvinul           | 4  | 1983 | 2024 |
| Gaz Metan          | 3  | 1951 | 2018 |
| Voluntari          | 3  | 2017 | 2024 |
| Juventus București | 2  | 1936 | 1937 |
| Dacia U Brăila     | 2  | 1940 | 1993 |
| Arieșul Turda      | 2  | 1961 | 1981 |
| Inter Sibiu        | 2  | 1991 | 1996 |
| Rapid Timisoara    | 1  | 1941 | -    |
| Câmpia Turzii      | 1  | 1956 | -    |
| Foresta Fălticeni  | 1  | 1967 | -    |
| ASA Târgu Mureș    | 1  | 1975 | -    |
| Unirea Alba Iulia  | 1  | 1991 | -    |
| Gloria Buzău       | 1  | 2008 | -    |
| ASA Târgu Mureș    | 1  | 2016 | -    |
| Hermannstadt       | 1  | 2018 | -    |
| -                  | -  | -    | -    |

## Cupe pe orașe
| Oraș            | Cupe | Cluburi câștigătoare                                          |
| --------------- | ---- | ------------------------------------------------------------- |
| București       | 50   | FCSB (23) Dinamo (13), Rapid (13), Progresul (1)              |
| Craiova         | 8    | Universitatea Craiova (5), CS U Craiova (2), FC U Craiova (1) |
| Cluj-Napoca     | 6    | CFR (5), Universitatea (1)                                    |
| Timișoara       | 4    | Politehnica (2), Ripensia (2)                                 |
| Ploiești        | 3    | Petrolul (3)                                                  |
| Arad            | 2    | UTA (2)                                                       |
| Sfântu Gheorghe | 2    | Sepsi (2)                                                     |
| Bistrița        | 1    | Gloria (1)                                                    |
| Giurgiu         | 1    | Astra (1)                                                     |
| Oradea          | 1    | CAO (1)                                                       |
| Ovidiu          | 1    | FC Viitorul (1)                                               |
| Petroșani       | 1    | Jiul (1)                                                      |
| Râmnicu Vâlcea  | 1    | Chimia (1)                                                    |
| Reșița          | 1    | CSM (1)                                                       |
| Turda           | 1    | Arieșul (1)                                                   |
| Turnu Severin   | 1    | CFR (1)                                                       |
| Voluntari       | 1    | FC Voluntari (1)                                              |
| Hunedoara       | 1    | Corvinul Hunedoara (1)                                        |

## Golgheteri
| Fotbalist | Fotbalist         | Ani | Echipe                                                        | Goluri |
| --------- | ----------------- | --- | ------------------------------------------------------------- | ------ |
| 1         | Ionel Dănciulescu |     | Electroputere Craiova, Dinamo București, AFC Steaua București | 41     |
| 2         | Florea Voinea     |     | Steaua București, Prahova Ploiești                            | 40     |
| 3         | Iuliu Baratky     |     | Rapid București, Crișana Oradea                               | 37     |
| 4         | Ion Alecsandrescu |     | Steaua București, CA Câmpulung Moldovenesc                    | 34     |
| 5         | Ștefan Dobay      |     | Ripensia Timișoara                                            | 33     |